# Atheris barbouri
Atheris barbouri е вид влечуго от семейство Отровници (Viperidae). Видът е уязвим и сериозно застрашен от изчезване.

## Разпространение
Разпространен е в Танзания.